# Siim Luts
Siim Luts (* 12. března 1989, Tallinn, Estonská sovětská socialistická republika, SSSR) je estonský fotbalový záložník a reprezentant, který hraje v estonském klubu Paide Linnameeskond. Hraje na levé straně zálohy. Prošel angažmá v Estonsku, Švédsku a České republice.

## Klubová kariéra
- Flora Paide (mládež)
- Flora Paide 2005
- FC Flora Tallinn 2006–2012
- →  Viljandi JK Tulevik (hostování) 2009
- IFK Norrköping 2013–2014
- FC Levadia Tallinn 2015–2016
- Bohemians 1905 2016–2018[1]
- FK Teplice 2018–2019

## Reprezentační kariéra
Siim Luts nastupoval za estonské mládežnické reprezentace U19, U21 a U23.
V A-mužstvu Estonska debutoval 17. 11. 2010 v přátelském utkání v Tallinnu proti reprezentaci Lichtenštejnska, které skončilo remízou 1:1.